# Ле Корбизје
Ле Корбизје (фр. Charles-Édouard Jeanneret, Le Corbusier) или само Корбизје је псеудоним француског архитекте швајцарског порекла, чије је право име било Шарл-Едуар Жанре-Гри (фр. Charles-Édouard Jeanneret-Gris). Рођен је 6. октобра 1887. у месту Шо де Фон (фр. La Chaux-de-Fonds) у Швајцарској и постао француски грађанин 1930. године, а умро је 27. августа 1965. у Француској. Ле Корбизје је био архитекта и урбаниста а такође и сликар, вајар и писац а познат је и као саоснивач пуризма. Током своје педесетогодишње каријере дизајнирао је зграде у Европи, Јапану, Индији, и Северној и Јужној Америци.
Посвећен пружању бољих услова за живот становницима преоптерећених градова, Ле Корбизје је био утицајан у области урбанистичког планирања, и био је оснивачки члан Међународног конгреса модерне архитектуре (CIAM). Ле Корбизје је припремио главни план града Чандигар у Индији, и допринео је специфичним дизајнерским пројектима за више зграда у том граду.
Дана 17. јула 2016, седамнаест Ле Корбизјеових пројеката у седам земаља је уписано у Унесков списак локација Светксог наслеђа као Архитектонски рад Ле Корбизјеа, изузетан допринос модерном покрету.

## Биографски подаци
Ле Корбизје је рођен у породици уметника: његов отац је био сликар и гравер бројчаника на часовницима, а мати музичарка. Његов старији брат Алберт је био аматерски виолиниста. Почео је рано да слика и учи граверски занат. Са четрнаест година почео је да похађа уметничку школу, али се ускоро посветио архитектури. Године 1902. на међународној изложби цизелираних часовника у Торину његов рад је награђен дипломом.
Од 1906. посвећује се искључиво архитектури, живи скромно, путује по свету, а у Италији проучава тамошњу архитектуру. Следеће године одлази у Аустрију. Почиње да проучава армиранобетонске конструкције да би 1912. реализовао прве архитектонске пројекте. Током Првог светског рата радио је као учитељ.
Године 1917. трајно се настањује у Паризу и са каснијим дугогодишњим сарадником Амадеом Озефантом издаје манифест кубизма који постаје основ пуризма. Године 1929. године постаје саоснивач часописа за естетска питања.
Године 1921. са рођаком Пјером Жанреом отвара атеље у коме ради до 1965. године. Од 1923. гради зграде широм света (Француска, Швајцарска, Немачка, Русија, Јужна Америка, Алжир... ).
У присилној изолацији је од 1939, односно од почетка Другог светског рата. Године 1941. објављује у Паризу „Атинску повељу“ а 1944. " Три људска уређења“. Ради и пројектује од завршетка Другог светског рата па све до смрти од инфаркта 27. августа 1965.

## Избор из дела
Дом-ино (његов први пројекат)
Први Ле Корбизијеов пројекат који генерализује промишљене црте и принципе као и методе конструкције зграда, је из 1914. године и инспирисан је Гарниеровим индустријским градом у коме још можемо наслућивати композиционе недоследности размештања репродукованог модула и ипак ту не спаја поједине елементе у организовани градски организам и целине.
Вила на морској обали
Ово је пројекат из 1916. који јасно указује на нерешене противречности две композиционе основе; традиционалне средњоморске, која се карактерише луковима и лођама и друге динамичке која се карактерише слободном волуметријом што се може сматрати приближавањем прелома у његовом стваралаштву и схватању простора.
Серијска стамбена јединица Дом Цитрохан
Ово је пројекат из времена 1920—1922. године у којем је решио проблеме серијске градње стамбене јединице. Слободним распоредом површина и унутрашњег простора појединих просторија омогућава човеку да у принципу води бољи живот и има боље услове за рад. У овом се пројекту манифестује његов принцип који је произвео велики скандал у уметности „Стан је машина за становање“.
Стамбена јединица за Блистави град
Изграђена је у годинама 1947—1952. у складу са својим представама о стану као машини за становање. Станови су опремљени отвореним терасама и архитекта је ту применио свој „Модулатор“ који је сам створио и то је систем пропорција људског тела у концепцији људског мерила као човека који је мерило ствари.
У плану Марсељског блиставог града Ле Корбизије је дефинисао пет тачака архитектуре односно пет његових принципа:
1. Стубови: зграда је на стубовима. Зграда са основама у земљи - тамни и често влажни простори. Армирани бетон је омогућио да зграда лебди у ваздуху, а комад земље испод ње је башта која се налази и на крову објекта.
2. Кровне баште... Армирани бетон је ново средство за хомогенизацију покривања објеката. Разлози технички, економски и чежња за савременим комфором, разлози осећајни - све то нам нуди да се одлучујемо за терасе на крововима.
3. Слободна композиција. Стално се граде носећи зидови од чега зависи пројекат. Армирани бетон је дао слободан простор и по посебним спратовима се не морају понављати исте основе и пројектовати исти простор, спратови су независни и то се огледа у уштедама у простору и инвестицијама.
4. Уздужни прозори. Прозор је основни елеменат у архитектури и пројекту зграде. Армирани бетон значи револуцију за историју прозорских отвора. Прозори се сада могу пројектовати као односи пуног-празног и уздуж целе фасаде.
5. Слободна фасада. Ступови иза фасада унутар објеката. Фасаде су танке мембране односно опне које се састоје од прозора и испуне од изолујућег материјала који се носи на армирано-бетонским конструкцијама. Фасада је слободна.

Вила Штајн и Гархес
Основна је основа хоризонталних елемената које одређују композицију фасаде, тераса је на крову. Слободне основе ове концепције су наговестили потенцијал пластичне енергије која ће доћи до изражаја у његовим нередним пројектима.
Предлог палате УН у Женеви
Ле Корбизије је предложио практичну зграду која је у духу савремене архитектуре и према „Новој естетици“. Његов пројекат није победио и како тврди: "- дипломатија има непримерене симпатије према позлаћеним просторима мртвих краљева“.
Вила Савоја у Поиси
Реализована 1929—1932. То је пројекат који се заснива на његових „пет принципа“ и зграда ослоњена на стубовима лебди у простору као бела свемирска лађа која као да није од овога света
Капела Нотр-дам у Роншану
Симбол је савремене архитектуре инспирације из примитивне уметности и експресивног спољашњег изгледа која је у контрастима са спиритуалним духом унутрашњег простора. Мали прозори на снажним зидовима припоменуће нам готику и њене катедрале и тврђаве а визуелно је у суштој супротности готских катедрала и права је опречност лаке и високо стилизоване готике.
Манастир У ла Турете
Реализован је 1959. и користи формални језик објашњавајући динамички простор, и у напону је између унутрашњег простора и спољашњег простора. Овде налазимо рад на светлости и светлосним ефектима који обогаћују унутрашњи простор оживљавајући га и уклањају његову монотонију у његовој функционалности.

## Велика дела архитектуре и урбанизма
- Озарениград у Марсељу
- Урбанистички планови за Сент-Дие
- Планови за Ла Рошел
- План зграде ОУН
- План урбанизације Боготе
- Рошанска капела
- Манастир у Ла Турету
- Стамбени комплекс у Нант-Резеу
- Урбанизација у Меуксу и Фирмини
- Стразбуршки конкурс
- Бразилски павиљон универзитетског града
- Меандрални град у Токију
- Чандигар[1]

### Радови у уметности
- Више од 400 уљаних слика или мурала
- 44 скулптуре
- 27 предлога за гоблене
- литографије и цртежи

## Намештај
Ле Корбизје је био елоквентни критичар фино дизајнираног ручно израђеног намештаја, направљеног од ретког и егзотичног дрвета, са умецима и покривачима, представљеној на Изложби декоративне уметности 1925. године. Следећи свој уобичајени метод Ле Корбизје је прво написао књигу са својим теоријама о намештају, све заједно са незаборавним слоганима. У његовој књизи из 1925. године L'Art Décoratif d'aujourd'hui, он се залагао за намештај за чију израду би били кориштени јефтини материјали и који би се могао се масовно производити. Ле Корбизје је описао три различита типа намештаја: тип потреба, тип намештаја, и објекти људских удова. Он је дефинисао објекте људских удова као: „... продужетке наших удова и адаптиране на људске функције, које су типа потреба и типа функција, и стога типа објеката и типа намештаја. Објекат људског уда је послушни слуга. Добар слуга је дискретан и скроман, како би пружио слободу свом господару. Свакако, уметнички радови су оруђа, лепа оруђа. И дуго живео добар укус манифестован избором, суптилношћу, пропорционалношћу и хармонијом.” Он је даље декларисао, „Столице су архитектура, софе су буржоазија”.
Ле Корбизје се први ослањао на готов индустријски намештај из Тонетових фабрика да испуни своје пројекте, као што је његов павиљон на Експозицији из 1925. Године 1928, након објављивања његових теорија, он је почео да експериментише у области дизајна намештаја. Године 1928, он је позвао архитекту Шарлот Перјанд, да се придружи његовом студију као дизајнер намештаја. Његов рођак, Пјер Жанере, исто тако је сарађивао на многим његовим дизајнима. За производњу његовог намештаја он је изабрао немачку фирму Гебрудер Тонет, која је почела са прављењем столица од цевастог челика, материјала који је оригинално кориштен за израду бициклова, у раним 1920-тим. Ле Корбизје је ценио дизајнерске радове Марсела Бројера и Баухауса, који је 1925. године започео са прављењем елегантних модерних цевастих клубских столица. Лудвиг Мис ван дер Рое је започео са производњом по својој сопственој верзији скулптурне закривљене форме са седиштем од трске 1927. године.
Први резултати колаборације између Ле Корбизја и Перјанд су била три типа столица направљена са оквирима од хромираног цевастог челика; ЛЦ4 лежаљка (1927–28) са покривачем од кравље коже, што јој је давало осећај егзотичности; удобни наслоњач (ЛЦ3) (1928–29), клупска столица са цевастим оквиром који је подсећао на удобне Арт Деко клупске столице које су постале популарне током 1920-их; и наслоњач за љуљање (ЛЦ4) (1928–29), ниско седиште суспендовано у цевастом челичном раму, такође са тапацирање од кравље коже. Ове столице су биле специфично дизајниране за два његова пројекта, Кућа ла Рош у Паризу и павиљон за Барбару и Хенрија Черча. Све три су јасно показале утицај Мис ван дер Роеа и Марсела Бројера. Линија намештаја је проширена додатним дизајнима за Ле Корбизјеову поставку Јесењи салон из 1929. године, 'Опрема за кућу'. Упркос намере Ле Корбизјеа да његов намештај треба да има приступачне цене и да буде индустријски произвођен његови комади су оригинално били скупи за израду и нису ушли у масовну производњу дого година, до времена кад је он постао познат. 

## Политика
Политички ставови Ле Корбизјеа су прилично нејасни и променљиви током времена. Током 1920-их, он је накратко писао чланке о урбанизму за синдикалистичке журнале Plans, Prélude и L'homme reel. Између 1925. и 1928, Ле Корбизје је сарађивао са Le Faisceau, француском фашистичком партијом кратког века коју је предводио Жорж Вало. Вало је касније постао антифашиста. Ле Корбизје је познавао још једног бившег члана те партије, Ибера Лагардела, бившег радничког лидера и синдикалисте, који је постао незадовољан политичком левицом. Године 1934, након што је Лагардел добио позицију у француској амбасади у Риму, он је организовао да Ле Корбизје предаје архитектуру у Италији. Лагардел је касније служио као министар рада у про-осовинском Вишијевског режиму. Ле Корбизје је у неколико наврата неуспешно тражио ангажмане од Вишијевског режима, али једино именовање које је добио је било чланство у комитету који је проучавао урбанизам.
Ле Корбизје је био оптужен за антисемитистичке ставове. Он је писао својој мајци у октобру 1940, пре референдума који је организовала Вишијевска влада: „Јевреји лоше пролазе. Повремено ми их је жао. Али изгледа да је њихова слепа пожуда за новцем уништила земљу.” Он је исто тако био оптужен за омаловажавање муслиманског живља у Алжиру, у то време делу Француске. Кад је Ле Корбизје предложио план за обнову Алжира, он је осудио постојећи начин становања европских Алжираца, жалећи се да је инфериоран оном у којем живе аутохтони Алжирци: „цивилизовани живе као пацови у рупама”, док „варвари живе у усамљености, у добростању”. Његов план за обнову Алжира је одбијен, и након тога је Ле Корбизје углавном избегавао политику.

## Критике
Мали број архитеката 20. века је био хваљен, или критикован, у истој мери као и Ле Корбизје. У свом посмртном слову Ле Корбизјеа на меморијалној церемонији за архитекту у дворишту Лувра 1. септембра 1965. године, француски министар културе Андре Малро је изјавио, „Ле Корбизје је имао велике ривале, али ни један од њих није имао исти значај у револуцији архитектуре, јер ни један није подносио увреде тако стрпљиво и тако дуго.” Касније критике Ле Корбизјеа су биле усмерене на његове идеје о урбанистичком планирању.
Према неким критичарима, Ле Корбизјеов урбанизам је био моделован на фашистичкој држави. Ти критичари наводе да је сам Ле Корбизје писао да „сви грађани не могу да постану лидери. Технократска елита, индустријалци, финансијери, инжењери, и уметници би били лоцирани у градском центру, док би радници обитавали у градским предграђима.”

## Утицај
Ле Корбизје је револуционисао урбанистичко планирање, и био је оснивачки члан Међународног конгреса модерне архитектуре (CIAM). Он је био један од првих који је реализовао како ће аутомобил променити људско друштво. Ле Корвизје је замислио град будућности са великим стамбеним зградама изолованим у парковском окружењу. Планове Ле Корбизјеа прихватили су градитељи јавних грађевина у Европи и Сједињеним Државама. У Великој Британији урбанисти су попримали Ле Корбизјеове „градове на небу” као јефтинији приступ јавном становању крајем педесетих година 20. века.

## Занимљивости
Године 1910. године, путујући на исток, Ле Корбизје је посетио Књажевац. Инспирисан сликовитошћу улица и архитектуром града, направио је цртеж Књажевца, који се данас чува у Народном музеју у Београду.